# Personalvermittler (Deutschland)
Ein Personalvermittler (engl. recruiter), auch Headhunter, ist jemand, der passendes Personal an Arbeitgeber vermittelt und dafür üblicherweise vom Arbeitgeber eine Provision erhält. Er akquiriert offene Stellenangebote, fertigt ein Besetzungsbild an, gleicht es mit vorhandenen Interessenten ab, führt gegebenenfalls ein sogenanntes Profiling durch und versucht, Interessenten und Arbeitgeber zu einem Vertragsabschluss für ein Beschäftigungsverhältnis zu führen.
In der Bundesrepublik Deutschland ist die Personalvermittlung seit 1994 für alle Berufsgruppen möglich. Zuvor bestanden Ausnahmeregelungen für Berufsgruppen wie Künstler, aber auch Führungskräfte.
Personalvermittlung unterscheidet sich von der Arbeitsvermittlung insofern, als erstere vom Arbeitgeber finanziert wird und dessen Nachfrage nach Arbeitskräften befriedigen soll, an denen aufgrund schwierig zu erlangender Qualifikation oder Anforderungen allgemeiner Mangel herrscht, während zweitere von Arbeitssuchenden in Anspruch genommen wird, die Schwierigkeiten haben, eine angemessene Arbeit zu finden. Die Finanzierung erfolgt bei privaten Arbeitsvermittlungen durch den Arbeitssuchenden oder bei öffentlichen Behörden, die zur Senkung der Arbeitslosenzahlen und somit Sozialausgaben eingerichtet wurden, durch die öffentliche Hand.

## Anforderungen und Tätigkeiten
Die Einsatzfelder für Personalvermittler sind vielfältig, z. B.:
- Arbeitsvermittlung, z. B. Bundesagentur für Arbeit (BA), Job-Center, zielgruppenorientierte Projekte wie „Jung am Markt“
- Zeitarbeitsunternehmen / Arbeitnehmerüberlassung (ANÜ), z. B. PSA und freier Wettbewerb wie Zeitarbeitsunternehmen
- (Outplacement-)Personalberatungen und -vermittlungen
- Operative Personalplanung (Dispatching) in arbeitnehmerintensiven Betrieben
- Dienstleistungsunternehmen für Bewerberauswahl (Assessment-Center), z. B. Personal- und Unternehmensberatungen
- Gründung eigener Vermittlungsagenturen
- Suche von Führungskräften im Rahmen des Executive Search

## Rechtliche Einordnung
Die private Personalvermittlung stellt in rechtlicher Hinsicht eine Maklertätigkeit dar und ist somit vertragsrechtlich als Maklervertrag einzuordnen, während Mitarbeiter der Arbeitsagentur regelmäßig sozialversicherungspflichtig Beschäftigte bzw. Beamte sind.
Ziel der privaten Personalvermittlung ist es, dem Auftraggeber – dies kann sowohl ein Arbeitgeber als auch ein Arbeitsuchender sein – einen Vertragsabschluss zu verschaffen. Auf dieser Basis ist somit das Maklerrecht des Bürgerlichen Gesetzbuches (§ 652 ff. BGB) anzuwenden. Hierbei hat der sog. Vermittlungsmakler den Abschluss des späteren Hauptvertrages zu fördern. Er hat zwischen den Interessen der Parteien zu vermitteln, Nachforschungen anzustellen und Unterlagen und Belege zu beschaffen. Wichtig ist, dass der Vermittlungsmakler seiner Aufgabe als neutraler Mittler zwischen den Parteien nachkommt. Er hat zwar die Entscheidungsmöglichkeiten der Parteien zu fördern, jedoch hat er alles zu unterlassen, was seine Neutralität gefährden könnte. Diese Sorgfaltspflicht unterscheidet die Tätigkeit des Personalvermittlers z. B. von der des sog. Nachweismaklers der nur die Gelegenheit zum Vertragsabschluss beschafft und des sog. Handelsmaklers Näheres hierzu siehe: Maklervertrag
Der Ablauf einer Akquisition offener Stellen bei Gewerbetreibenden oder Freiberuflern zur Vermittlung von Arbeitnehmern entspricht in etwa der im traditionellen Verkauf, mit einem Schwerpunkt im Empfehlungsmarketing.

### Rechtslage vor dem 27. März 2002
Früher besaß die staatliche Arbeitsverwaltung (Arbeitsamt) die Hoheit über die Vermittlung offener Stellen und damit das alleinige Recht zur Tätigkeit als Personalvermittler. Unter ihrer Aufsicht wurde die sog. Erlaubnis zur gewerbsmäßigen Arbeitnehmerüberlassung sowie die Erlaubnis zur privaten Arbeitsvermittlung unter strengen Auflagen erteilt:

#### Behördliche Erlaubnis
Die Tätigkeit als privater Personalvermittler war grundsätzlich nur mit der behördlichen Erlaubnis zulässig (§ 291 SGB III). Die Voraussetzungen für diese Erlaubnis regelte der § 293 SGB III. Eine Erlaubnis erhielt demnach nur, wer die erforderliche Eignung besaß. Weitere Bestimmungen zum Inhalt des Antrages waren in §§ 2 und 3 AVermV geregelt.
Die Erlaubnis wurde von den Landesarbeitsämtern der einzelnen Bundesländer der Bundesrepublik Deutschland erteilt. Gemäß § 294 SGB III war die Erlaubnis zunächst auf drei Jahre befristet und konnte auf Antrag unbefristet verlängert werden, so die Voraussetzungen hierfür erfüllt wurden.

#### Vergütung nur vom Arbeitgeber
Gesetzlich geregelt war auch die Frage der Vergütung (§ 296 SGB III). Danach durften private Personalvermittler grundsätzlich nur vom Arbeitgeber eine Vergütung verlangen. Das Honorar wurde mit dem Arbeitgeber frei vereinbart. Vom Arbeitnehmer durfte der Vermittler keine Vergütungen fordern oder annehmen (Ausnahmen waren Künstler, Fotomodelle, Stuntmen und ähnliche in § 10 AvermV genannten Berufsgruppen).

#### Datenweitergabe an das Arbeitsamt
Private Personalvermittler durften Daten über Ausbildungs- und Arbeitsplätze sowie über Arbeitnehmer nur insoweit erheben und verarbeiten, wie dies für ihre Vermittlungstätigkeit unbedingt erforderlich war. Handelte es sich um personenbezogene Daten oder um Geschäfts- oder Betriebsgeheimnisse, war in jedem Einzelfall vorher die Einwilligung des Betroffenen einzuholen. Für die datenschutzrechtliche Kontrolle der privaten Personalvermittler waren die Aufsichtsbehörden der Länder gemäß § 38 Bundesdatenschutzgesetz (BDSG) zuständig. Nach § 299 SGB III hatte der private Personalvermittler der Bundesanstalt für Arbeit regelmäßig nicht personenbezogene statistische Daten über Ratsuchende, Beratungen, Bewerber, offene Stellen und Vermittlungen zu melden. Auf Verlangen des Landesarbeitsamtes hatte der Vermittler alle Auskünfte zu erteilen, die zur Durchführung und Überprüfung der Einhaltung dieser Bestimmungen erforderlich waren.

#### Damalige Marktsituation
Die Meldeverpflichtung – auch für offene Stellen – führte zu der Situation, dass Personalberater vornehmlich als Headhunter die direkte Vermittlung ohne Datenerhebung durchführten, statt z. B. hochwertige Stellenangebote, für die sie z. T. hohen Außendienstaufwand und entsprechende Akquisitionskosten aufgewandt hatten, kostenlos dem Arbeitsamt zu melden. Nur offene Stellen, die unmittelbar aufgrund einer erfolgreichen Arbeitnehmerüberlassung beim Kunden geschaffen wurden, um einen zuvor entliehenen Mitarbeiter fest anzustellen, wurden regulär an das Arbeitsamt gemeldet. Die Meldung einer offenen Stelle an das Arbeitsamt erfolgte erst unmittelbar vor Vertragsabschluss zwischen dem zuvor verliehenen Arbeitnehmer und dem bisherigen Leiharbeitskunden.
Diese Situation führte 2002 zu einer weitgehenden Liberalisierung der Branchenbestimmungen.

### Rechtslage seit dem 27. März 2002
Die gesamte private Arbeits- und Ausbildungsvermittlung ist seither nicht mehr erlaubnispflichtig. Bis auf einige wenige Bestimmungen zur Auslandsvermittlung, zur Form des Vermittlungsvertrages und dem Verbot der Berechnung von Ausbildungsvermittlungen gelten nun nur noch einige wenige Bestimmungen zur Unwirksamkeit bestimmter Vereinbarungen sowie die generell datenschutzgemäße Behandlung von Daten (§§ 292, 296 bis 298 SGB III).
Die Arbeitsagentur hat zwar weiterhin die Aufgabe, für die Einhaltung dieser Vorschriften zu sorgen (§ 394 Abs. 1 Satz 2 Nr. 4 SGB III), die zentrale Pflicht zur Meldung statistischer Daten ist jedoch ersatzlos weggefallen. Eine besondere Eignung ist ebenfalls nicht mehr nachzuweisen, so dass nunmehr jeder gewerbsmäßige Vermittler von Arbeitsstellen einen Rechtsanspruch auf das Erfolgshonorar von der Bundesagentur für Arbeit aus dem sog. Vermittlungsgutschein beanspruchen kann.
Die Vermittlungsgutscheine sind auf 2.000 Euro (inkl. Mehrwertsteuer) begrenzt. Seit 1. Januar 2008 können für Langzeitarbeitslose und Schwerbehinderte bis zu 2.500 Euro (2.100,84 Euro netto) beansprucht werden. Die tatsächlichen Vermittlungen haben sich in der Praxis seit Inkrafttreten der Marktliberalisierung weiterhin auf die Vermittlung zuvor ohnehin bereits verliehener Arbeitnehmer durch Zeitarbeitsfirmen beschränkt. In nicht wenigen Fällen kam es zu Scheinvermittlungen von Arbeitssuchenden mit Vermittlungsgutschein, da die erste Gutscheinrate in Höhe von 1.000 Euro bereits bei Antritt des Arbeitsverhältnisses fällig wurde, dieses jedoch nach wenigen Wochen von Seiten des in den Missbrauch involvierten Arbeitgebers wieder gekündigt wurde, um anschließend erneut Scheinvermittlungen vorzunehmen. Als Reaktion darauf wird seit dem 1. Januar 2005 die erste Rate nur ausgezahlt, wenn das Arbeitsverhältnis 6 Wochen bestanden hat, die zweite Rate von 1.000 Euro ist nach 6 Monaten (i. d. R. also nach dem Ende der Probezeit) fällig. Neu geschaffene Arbeitsplätze konnten die Vermittler aufgrund der allgemein schlechten Wirtschaftslage eher selten akquirieren, jedoch gelang und gelingt es häufig, offene Stellen zu finden, von deren Existenz weder die Bundesagentur noch einschlägige Stelleninformationsmedien Kenntnis erlangen, oft aus dem Grund heraus, dass der Arbeitgeber keine Kenntnis oder Zeit besitzt, seine offenen Stellen öffentlich zu publizieren. Zwar tendiert hier der Arbeitsvermittler zum staatlich subventionierten Personalbeschaffer, jedoch sollte der erzielte Effekt für die neu beschäftigten Arbeitnehmer durchaus als politisch beabsichtigt angesehen werden.

## Vermittlungsgebühr
Besonders hervorzuheben ist, dass die Neuregelung (§ 296 SGB III) eine Honorarberechnung auch gegenüber den Arbeitsuchenden erlaubt. Diese Vergütung darf 2.000 Euro (einschließlich der gesetzlichen Umsatzsteuer) nicht übersteigen. Hierzu muss ein schriftlicher Vermittlungsvertrag geschlossen werden, aus dem insbesondere die Vermittlungsvergütung hervorgeht, die der Arbeitsuchende bei Erfolg an den Vermittler zahlen soll. In der Regel wird dieses Arbeitnehmer-Honorar sich an der Höhe des vorliegenden Vermittlungsgutscheines bemessen. Aber auch Verträge, die eine andere als die erstattete Vergütung oder eine gänzlich privat finanzierte Vermittlung vorsehen, sind nun statthaft.
Für Nebenleistungen, wie Bewerbertraining, Mappendurchsicht oder -erstellung, darf keine gesonderte Vergütung im Zusammenhang mit der Vermittlung verlangt werden. Eine getrennt davon zu vereinbarende Vertragsbeziehung für Coachingleistungen bleibt den beiden Vertragsparteien nach wie vor selbst überlassen. Bei der Ausbildungsvermittlung dürfen nach wie vor nur Vergütungen vom Arbeitgeber verlangt oder entgegengenommen werden (§ 296a SGB III). Die Vermittlung von und nach Nicht-EU-/EWR-Staaten ist erlaubt. Zu beachten ist jedoch, dass nur die Vermittlung solcher Ausländer in Betracht kommt, die auch eine Arbeitsgenehmigung erhalten können.

## Unterschied Personalberater und -vermittler
Lebenspraktisch (nicht durch eine Berufsordnung oder gesetzl. Bestimmungen) hat sich der Begriff des Personalvermittlers für Mitarbeiter der Bundesagentur für Arbeit und für solche Personalberater etabliert, die vor allem einfache sozialversicherungspflichtige Beschäftigungsverhältnisse aus der Arbeitslosigkeit heraus vermitteln. Der Begriff des sog. Personalberaters (auch: „Headhunter“ oder branchenintern „Executive Searcher“) ist dagegen im Bereich der Führungskräftevermittlung und der Direktansprache wechselwilliger Arbeitnehmer üblich. Direct Search befasst sich zudem auch häufig mit Zeitverträgen für Interim-Manager oder freie Mitarbeiter oder Beteiligungen bzw. Partnerschaften in Kanzleien oder Praxen. In beiden letztgenannten Tätigkeitsfeldern sind sowohl selbständige Makler als auch sozialversicherungspflichtig beschäftigte Makler tätig.
Der Personalvermittler agiert meist auf Erfolgsbasis (Englisch: contingency) und erhält nur dann eine Provision, wenn er die Position erfolgreich besetzt. Der Personalberater wird auf Mandatsbasis engagiert und erhält einen Teil oder das gesamte Honorar unabhängig von der erfolgreichen Besetzung der Position (Englisch: retained search). Das Unternehmen zahlt den Personalberater also für seinen Aufwand und den Personalvermittler für seinen (Makler-)Erfolg.
Die Suche nach Führungskräften erfolgt traditionell über Stellenanzeigen in überregionalen Tages- oder Wochenzeitungen sowie branchenspezifischen Fachzeitschriften, seit Ende der 1980er Jahre auch zunehmend über Direktsuche und seit Ende der 1990er Jahre über das Internet. Die Form der direkten Fachkräftesuche gibt es bereits seit den 20er Jahren des 20. Jahrhunderts. Der kurze Anruf eines Personalberaters am Arbeitsplatz ist laut einem Grundsatzurteil des Bundesgerichtshofs (Bundesgerichtshof, Urteil vom 4. März 2004, Az. I ZR 221/01, Direktansprache am Arbeitsplatz) so auch zulässig. Es wurde 2006 in einer weiteren Entscheidung bekräftigt (BGH, Urteil vom 9. Februar 2006, Az. I ZR 73/02, Direktansprache am Arbeitsplatz II).
Die Suche nach offenen Stellen für sozialversicherungspflichtig tätige Arbeitnehmer mittlerer bis einfacher Qualifikation erfolgt ebenfalls häufig durch Direktansprache. Hierbei wird allerdings auch vermehrt auf die veröffentlichten Arbeitsgesuche der Agentur für Arbeit zurückgegriffen bzw. es werden Initiativbewerbungen von Arbeitsuchenden aufgenommen.
Auf der Arbeitgeberkundenseite, also bei der Suche nach Unternehmen mit offenem oder latentem Personalbedarf, nutzen Personalberater und -vermittler ähnliche Instrumente des Marketing.

## Ausbildung
Ab dem 1. August 2008 gibt es die dreijährige Ausbildung zur/zum Personaldienstleistungskauffrau/mann. Damit wird dem hohen Qualitätsanspruch der Personaldienstleistungsbranche Rechnung getragen. Üblicherweise waren bisher Quereinsteiger aus den verschiedensten Eingangsberufen tätig. Eine Fortbildungsqualifizierung für Personalvermittler bieten verschiedene Industrie- und Handelskammern an. Weiterbildungsberufe für Personaldienstleistungskaufleute sind in Vorbereitung.

### Qualifizierung und Vergütung
Die Weiterbildung zur Fachkraft für Personalberatung und Personalvermittlung (IHK) wurde entwickelt, um den veränderten Bedingungen mit der Liberalisierung der Branche gerecht zu werden.
- Spezialisierung privat: Headhunter (für Führungskräfte)
- Spezialisierung Bundesagentur: Fallmanager

Selbständige Personalberater bzw. entsprechende Agenturen sind im Bundesverband Personalvermittlung (BPV), Bundesverband Deutscher Unternehmensberater (BDU) oder bei Direktsuche in der Vereinigung deutscher Executive Search Berater organisiert. Als Vermittlungsprovision zahlt der Arbeitgeber üblicherweise 20 % bis 35 % des gesamten Jahresbruttoeinkommens der eingestellten Führungskraft (einschließlich variabler Vergütungsbestandteile). Das Anfangsgehalt eines angestellten Personalberaters beträgt nach Angaben des BDU (monatlich) ca. 3.170 Euro, nach einigen Jahren existieren aber große Einkommensunterschiede.
Die Vermittler, welche überwiegend arbeitslose Kräfte über Vermittlungsgutschein vermitteln und deren Umsatz somit von der Agentur für Arbeit finanziert wird, zahlen geringere Gehälter. Das Grundgehalt eines angestellten Personalberaters in einer marktführenden Vermittlungsagentur für Handwerkskräfte in Berlin beträgt, beispielsweise etwa 900–1.000 Euro, zzgl. 15–10 % Provision.
Neben dem Provisionsmodell der einmaligen Vermittlung wird speziell im Projektmarkt mit Anteilsvergütungen gearbeitet: So bekommen Dienstleister, die einen Mitarbeiter überlassen oder einen Subunternehmer beauftragen, zwischen 5 % und 20 % des zum Endkunden gezahlten Stundensatzes.

## Gegenwärtige Marktsituation

### Verhältnis zu Kunden
Die Möglichkeit zur erfolgreichen Personalvermittlung in einem Arbeitsmarkt ohne ausreichende Zahl vakanter Stellen ergibt sich aus einer Spezialisierung des Personalvermittlers oder der gezielten Akquisition von latentem Personalbedarf in Unternehmen, die zwar noch keine offenen Stellen gemeldet haben, dies aber ggf. erwägen und davor zurückscheuen. Die Vielzahl von Bewerbungen, die ein Arbeitgeber oder Personalvermittler erhielte, wenn ein Stellenangebot veröffentlicht würde, wäre wirtschaftlich oftmals kaum noch zu bewältigen. Der damit verbundene Verwaltungsaufwand (nicht selten bis zu 1.000 Mappen, zumeist ohne Rückporto) übersteigt i. d. R. die organisatorischen und finanziellen Möglichkeiten eines kleineren Unternehmens. Darauf reagieren erfolgreiche Personalvermittler mit verschiedenen Strategien:
- Akquisition von sog. latentem Personalbedarf als Serviceleistung, wenn z. B. Überstunden anfallen, bisher aber aus verschiedenen Gründen noch keine offenen Stellen gemeldet wurden.
- Spezialisierung auf bestimmte Branchen oder die Fachvermittlungsdienste der Arbeitsagentur für schwerbehinderte Arbeitnehmer. Diese erhalten z. T. sehr hohe Einarbeitungs- und Sachkostenzuschüsse für ihren Arbeitsplatz.
- Personaldatenerhebung der Bewerber nur über eigene Internetformulare in eine geeignete Datenbank.

### Verhältnis zu Kandidaten
In den meisten Branchen besteht sowohl hinsichtlich des Informationsflusses als auch der gegenseitigen Abhängigkeit eine ausgeprägte Pyramide von oben nach unten, d. h. eine jede einzelne Firma arbeitet meist mit nur einem oder wenigen ausgewählten Personalberatungen und Dienstleistern zusammen, die wieder auf einen oder mehrere interne Fachvermittler zurückgreifen. Diese haben Zugriff auf einen großen Kandidatenpool, der sich aus den Profilen der Bewerbern für aktuelle und frühere Positionen ergibt. So hat z. B. ein einzelner Personalberater meist nur maximal einen Mitarbeiter, Personaldienstleistungsunternehmen hingegen beschäftigen oft gleich mehrere Fachberater, welche nach z. B. Kunden oder Bereichen gruppiert, nach Kandidaten suchen. Für Bewerber stellt sich so ein weitgehend eindimensionaler Weg in Richtung zu einer Position dar.
In boomenden Branchen wie der Informationstechnologie oder vieler Ingenieursberufe hat sich die Situation jedoch sehr gewandelt: Aufgrund des Fachkräftemangels suchen Firmen für vakante Positionen oft über mehrere Personalberatungen und Dienstleister gleichzeitig. Diesen steht jedoch nur ein kleiner Kreis von aktuell verfügbaren Bewerbern zur Verfügung, sodass hier die Geometrie mehr der einer umgedrehten Birne gleicht: Kandidaten stehen derzeit mehrere gleichwertige Stellen in den Firmen offen und nicht wenige davon werden gleich über mehrere Anbieter parallel offeriert. Dies führt zu einem starken Konkurrenzdruck der Personaldienstleister untereinander, da selbst bei Zustandekommen eines Vertrages von Bewerber und Firma immer einige Dienstleister das Nachsehen haben. Im Projektmarkt der temporär vermittelten Stellen ist es zudem so, dass auch innerhalb ein und desselben Dienstleisters die verschiedenen Projektvermittler sich gegenseitig Konkurrenz machen, um einen Kandidaten zu dem jeweils von ihnen betreuten Kunden zu ziehen.

## Headhunting als Motiv im Film
Die Arbeit von Headhuntern wird u. a. in den Filmen Headhunters (2011) und Houston (2013) thematisiert.